# S Club (album)
S Club là album phòng thu đầu tay của nhóm nhạc pop người Anh S Club 7. Album được phát hành bởi hãng Polydor Records vào ngày 4 tháng 10 năm 1999 toàn thế giới. Album được sản xuất bởi StarGate, Absolute, Dufflebag Boys, Eliot Kennedy và Mike Percy.

## Tiếp nhận
| Đánh giá chuyên môn | Đánh giá chuyên môn |
| Nguồn đánh giá      | Nguồn đánh giá      |
| Nguồn               | Đánh giá            |
| ------------------- | ------------------- |
| Allmusic            | [ 1 ]               |

S Club nhận một ý kiến trung lập từ Allmusic. Dù vậy, album vẫn trở thành album thành công nhất của nhóm, vươn lên vị trí á quân tại Anh, nơi album cũng nhận được chứng nhận 2 lần đĩa Bạch kim.
S Club đồng thời cũng được phát hành tại Bắc Mỹ vào ngày 11 tháng 4 năm 2000 sau khi bộ phim truyền hình riêng của nhóm S Club 7 in Miami trở nên thành công tại Mỹ. Điều này đã giúp album nhận được chứng nhận đĩa Vàng. Tại Canada, album nằm trong top 10 của bảng xếp hạng và trở thành album thành công nhất của nhóm trên bảng xếp hạng này.

## Danh sách ca khúc
1. "Bring It All Back" – 3:33 (E. Kennedy/T. Lever/M. Percy/S Club 7)
2. "You're My Number One" – 3:35 (DuffleBag Boys)
3. "Two in a Million" – 3:31 (C. Dennis/S. Ellis)
4. "S Club Party" – 3:30 (H. Atkins/T.E. Hermansen/S.E. Mikkel/H. Rustan)
5. "Everybody Wants Ya" – 3:09 (T. Ackerman/A. Watkins/P. Wilson)
6. "Viva La Fiesta" – 3:08 (C. Dennis/T.E. Hermansen/S.E. Mikkel/H. Rustan)
7. "Gonna Change the World" – 4:06 (S. Franglen/S. Lupino)
8. "I Really Miss You" – 3:54 (C. Dennis/E. Kennedy/P. Lincoln)
9. "Friday Night" – 3:49 (S. Emanuel/T. Laws)
10. "It's a Feel Good Thing" – 2:58 (DuffleBag Boys/K. Fuller)
11. "Hope for the Future" – 3:55 (C. Dennis/D. Poku)
12. "So Right" – 3:45 (S Club 7) [Japanese edition only]

## Lịch sử phát hành
| Quốc gia | Ngày phát hành      |
| -------- | ------------------- |
| Anh      | 4 tháng 10 năm 1999 |
| Mỹ       | 11 tháng 4 năm 2000 |

## Xếp hạng
| Bảng xếp hạng (1999)                    | Vị trí |
| --------------------------------------- | ------ |
| New Zealand Albums Chart                | 2      |
| UK Albums Chart                         | 2      |
| Bảng xếp hạng (2000)                    | Vị trí |
| Spanish Albums Chart                    | 25     |
| U.S. Billboard Heatseekers Albums Chart | 1      |
| Chilean Albums Chart                    | 1      |
| U.S. Billboard 200                      | 112    |